# Parc éolien de Sheringham Shoal
Le parc éolien de Sheringham Shoal est un parc éolien située en mer du Nord au large de l'Angleterre. 